# Palais Olympique de Tbilissi
Le Palais Olympique de Tbilissi (géorgien : ოლიმპიური სასახლე) est une aréna située à Tbilissi, Géorgie , qui a été construit pour être utilisé comme l'un des sites du Festival olympique de la jeunesse européenne 2015.

## Construction et facilités

La Tbilissi Arena pendant la journée d'ouverture du Championnat d'Europe de basket-ball 2022

Inauguré le 13 juillet 2015 par le Premier ministre Irakli Garibachvili de Géorgie, le complexe comprend deux salles pouvant accueillir plusieurs sports, tels que le handball, le basketball, volleyball, judo, lutte, futsal, escrime et autres jeux et tournois. La capacité assise du Grand Hall (arène principale) est de 3 600 pour les événements sportifs tandis que le petit hall peut accueillir 600 spectateurs. Le Palais olympique comprend également un salon VIP, des salles de conférence et de presse, un café et un parking pouvant accueillir 260 voitures.
Le complexe a été agrandi avec un nouveau terrain de basket-ball couvert de 10 000 places à côté du Palais olympique et accueillera, en septembre 2022, les matchs du groupe A du Championnat d'Europe masculin de basket-ball 2022. Un tunnel relie les deux sites du complexe, l'arène devant être achevée d'ici la fin mai 2022. Le Premier ministre Garibashvili a visité le nouveau bâtiment le 11 juin de cette année. L'arène du palais est construite selon les normes modernes et équipée des dernières technologies. Le nouveau Palais des Sports a accueilli le premier test match de l'EuroBasket le 4 juillet.

## Compétitions
Le site a accueilli les Grands Prix de judo en 2015, 2016 et 2017. Le tour du groupe A du Championnat d'Europe de futsal 2018 s'y est déroulé du 24 au 27 janvier 2017. Les 4èmes Championnats d'Europe de Kung Fu et les Championnats du monde de handball juniors masculins 2017 du 8 au 20 août.
Le 9 août 2017, le Palais olympique a été annoncé comme nouveau lieu d'accueil du Concours Eurovision de la chanson junior 2017 après que la plus grande capacité du palais des sports de Tbilissi ait été jugée inadaptée pour accueillir le concours. Elle accueillera à nouveau le Concours Eurovision de la chanson junior en 2025.